# Talhridayass

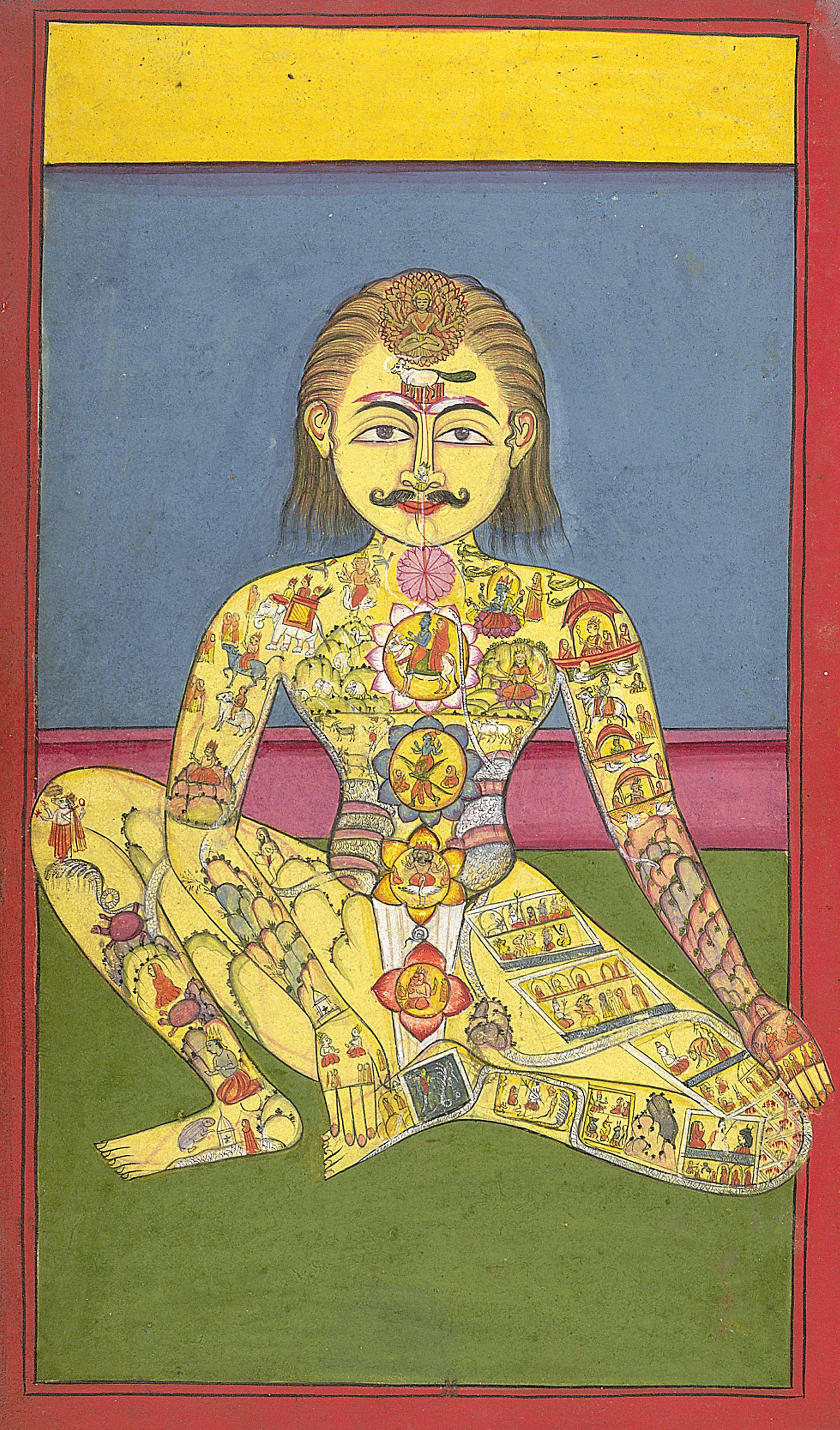
oude Tibetaanse kaart met de 7 Chakra's en de belangrijkste marmapunten

Talhridayass (Talhridayass-punt) is een marmapunt gelegen op de handen. Marmapunten worden in Oosterse filosofieën gebruikt bij massage, yoga, reflexologie en reiki. Men gelooft dat een marmapunt op een nadi ligt en zo een uitwerking kan hebben op een bepaald lichaamsdeel, proces of emotie
| Talhridayass | |
| ------------ | --- |
| Positie      | Talhridayass is gelegen op de top van elke vinger, er zijn dus 10 Talhridayass punten, vijf op elke hand. |
| Functie      | dit punt is verbonden met het zenuwstelsel                                                                |

## Overige marmapunten
Naar schatting zijn er 62.000 marmapunten in het lichaam. De belangrijkste 52 zijn: